# Sulgrave
Sulgrave – wieś w Anglii, w hrabstwie Northamptonshire, w dystrykcie (unitary authority) West Northamptonshire. Leży 25 km na południowy zachód od miasta Northampton i 99 km na północny zachód od Londynu. W 2001 miejscowość liczyła 410 mieszkańców.